# Thabo Mngomeni
Thabo Mngomeni (né le 24 juin 1969 au Cap) est un footballeur sud-africain.